# Dietrich Bauer
Dietrich Bauer (* 12. November 1940 in Freudenstadt; † 30. Juni 2014 in Bad Boll) war ein deutscher Ökonom, Aufsichtsratsvorsitzender des Diakonie-Klinikums Stuttgart und Verwaltungsrat der Deutschen Bibelgesellschaft.

## Leben
Dietrich Bauer studierte in München und Heidelberg Wirtschafts- und Finanzwissenschaften und schloss 1963 als Diplom-Volkswirt ab. Danach war er vier Jahre lang Assistent an der Universität Heidelberg. Ab 1972 leitete er das Baureferat der Evangelischen Landeskirche in Württemberg, 1979 wurde er Oberkirchenrat und zum Leiter des Finanz- und Steuerreferats berufen, 1993 bis 2000 war er hauptamtlicher Vorstand und Bankdirektor der Evangelischen Kreditgenossenschaft in Kassel.
Bauer hatte etliche Ehrenämter inne. Er war Vorsitzender des Sonderausschusses der EKD, über den die Unterstützung der östlichen Landeskirchen abgewickelt wurde, Mitglied des Finanzbeirats und der Steuerkommission der EKD sowie Mitglied des Finanzausschusses und Verwaltungsrats der Deutschen Bibelgesellschaft. Er war Mitglied des Verwaltungsrates der Paulinenpflege Winnenden, im Vorstand der Studentenmission in Deutschland und im Stiftungsrat der Diakonissenanstalt Stuttgart tätig.
Dietrich Bauer war verheiratet und Vater von drei Kindern.

## Auszeichnungen
Er erhielt 1995 das Bundesverdienstkreuz am Bande für seinen Einsatz für die Erhaltung und Vertiefung der Verbindung zwischen der Evangelischen Kirche Deutschlands und den Kirchen in Ostdeutschland.

## Veröffentlichungen (Auswahl)
- Besser wirtschaften. Finanzstrategien auf biblischer Basis, SCM Hänssler, Holzgerlingen 2003, ISBN 978-3-7751-4029-4.
- Geldgeschichten der Bibel, Deutsche Bibelgesellschaft, Stuttgart 2006, ISBN 978-3-438-04806-6.